# 华箬竹
华箬竹（学名：Sasamorpha sinica）为禾本科華箬竹屬下的一个种。其种加词sinica，意为“中华的”。